# 新形三十六怪撰
『新形三十六怪撰』（しんけいさんじゅうろっかいせん）は、幕末から明治前期にかけて活動した浮世絵師・月岡芳年による妖怪画の連作である。本作における画号は、大蘇芳年（たいそ よしとし）。落款の印名は「芳年」。版元は佐々木豊吉。
刊行開始は1889年（明治22年）ながら、完結は1892年（明治25年）と芳年の没後であり、後半の作品のうちの数点は芳年の版下絵をもとにし、彼の門人たちが完成させた。題名のとおり、全36点の図絵から成る。

## 概要
芳年は生涯をかけ、自らの作品の主題として妖怪を重要視していたが、そうした中でも本作品は芳年の妖怪画の集大成と賞されている。題名の「新形（しんけい）」は「神経（しんけい）」に掛けたものとも、古来の伝承にある妖怪を新たな感覚で描いたことが由来ともいわれる。画面の枠は虫食い状になっているが、これは絵が劣化しているのではなく最初からこのようにデザインされたものであり、後年の芳年が神経に異常を来たしていたための幻覚を描写したものとの説がある。
妖怪画ではあるが、主題のはずの妖怪や成仏できない怨霊よりむしろ、それらを見る人間たちの姿を中心的に描いたものが多く、中には「仁田忠常洞中に奇異を見る図」「業平」のように妖怪・怪異を見る人間のみを描いたものもある。また、「清玄の霊桜姫を慕ふの図」で怨霊の姿を襖の染みのように描いたり、『平家物語』で平清盛が遭遇したという髑髏の化け物を、「清盛福原に数百の人頭を見るの図」において襖の取っ手と月が重なって髑髏に見えるよう描いたりと、妖怪や怪異を隠し絵のように描写することで、それらが人間の妄想であるかのように解釈する手法も特徴的である。

## 作品一覧

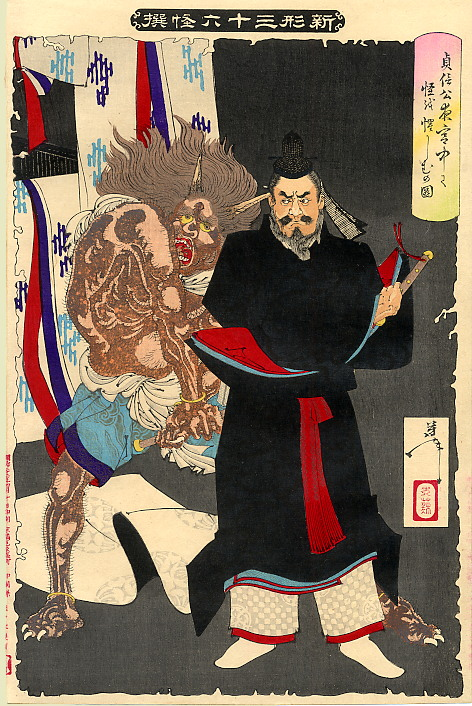
貞信公夜宮中にて怪を懼しむの図
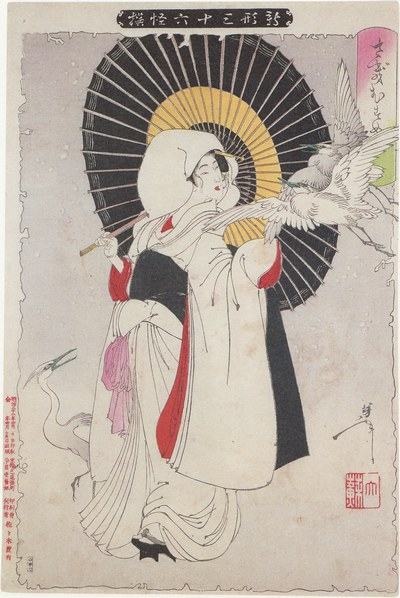
さぎむすめ
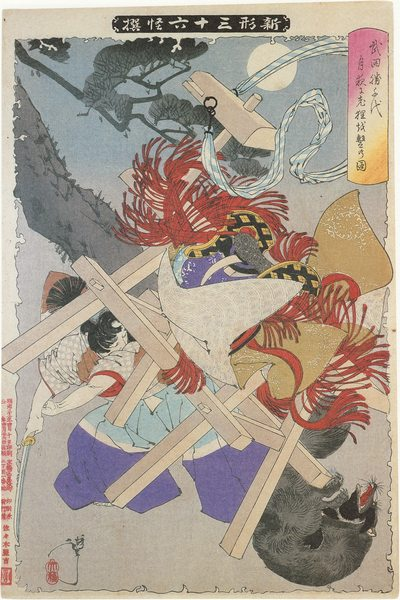
武田勝千代月夜に老狸を撃の図
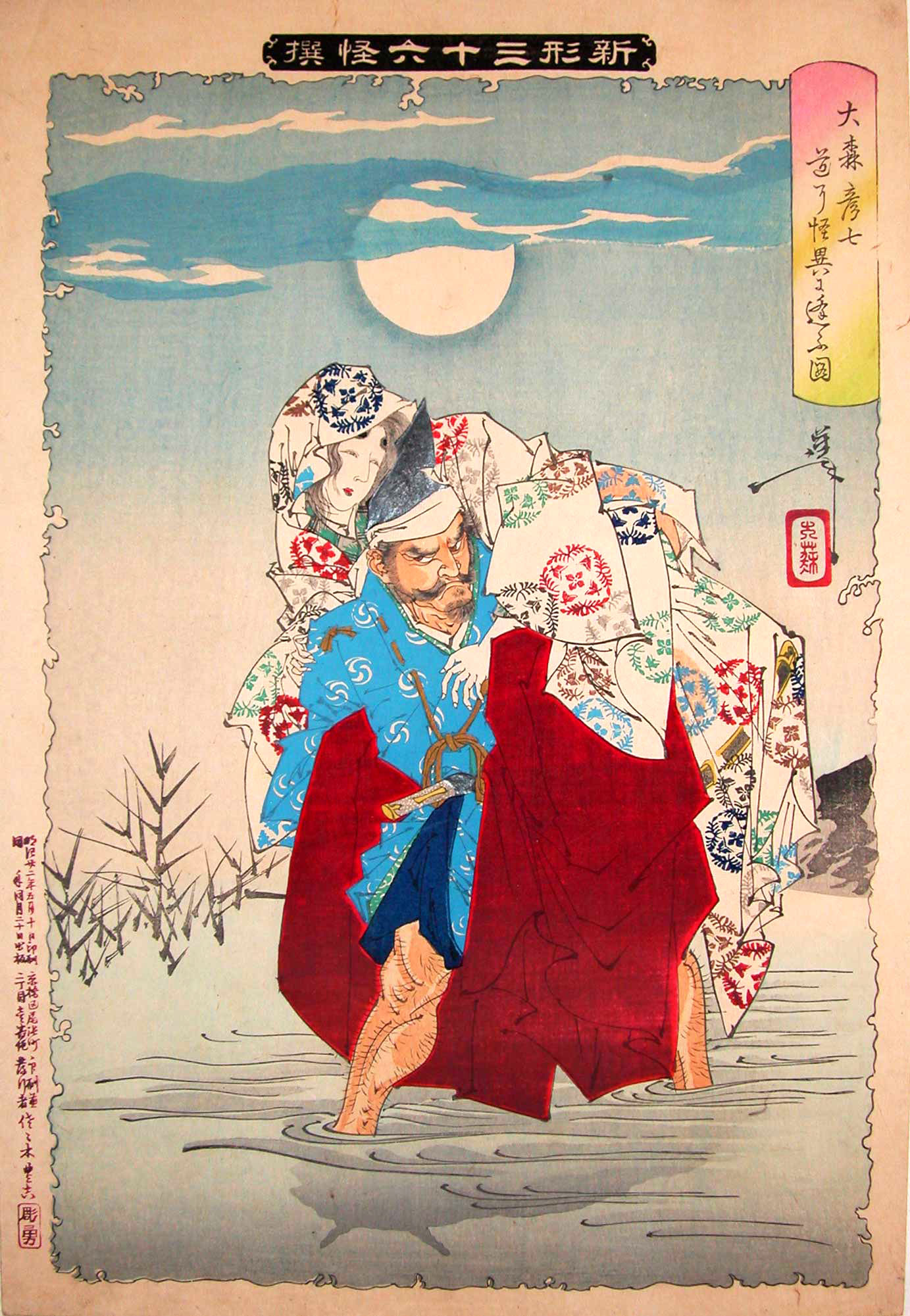
大森彦七道に怪異に逢ふ図
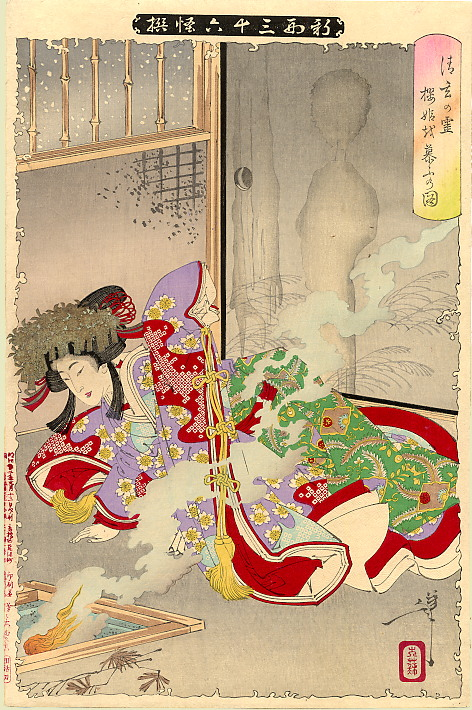
清玄の霊桜姫を慕ふの図
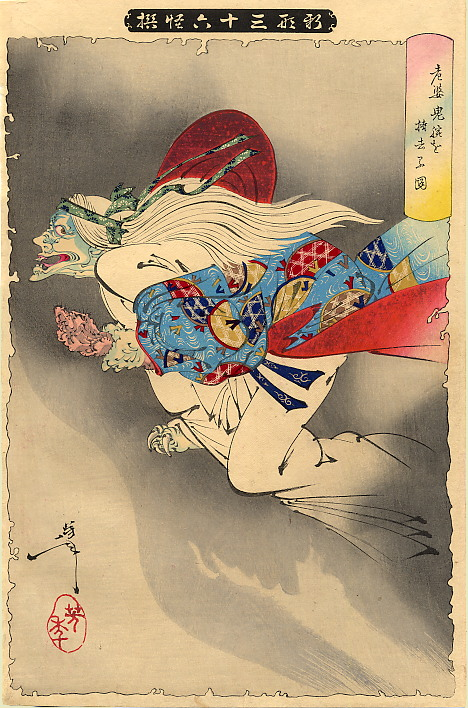
老婆鬼腕を持去る図
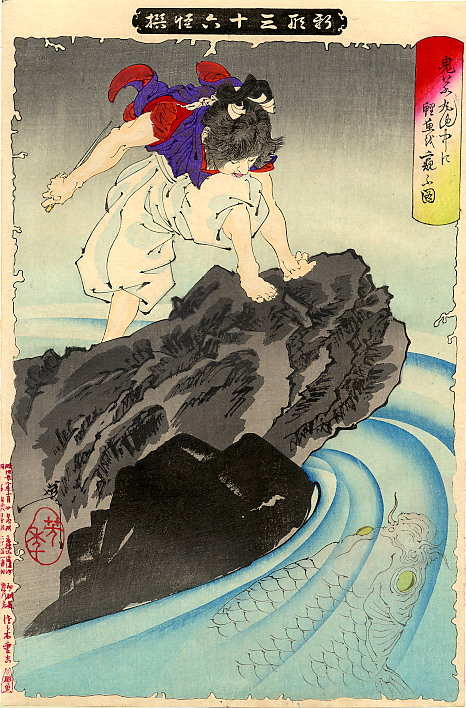
鬼若丸池中に鯉魚を窺ふ図
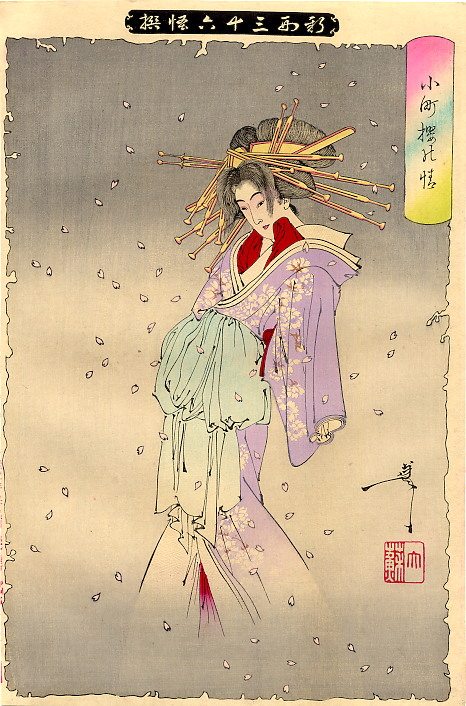
小町桜の精
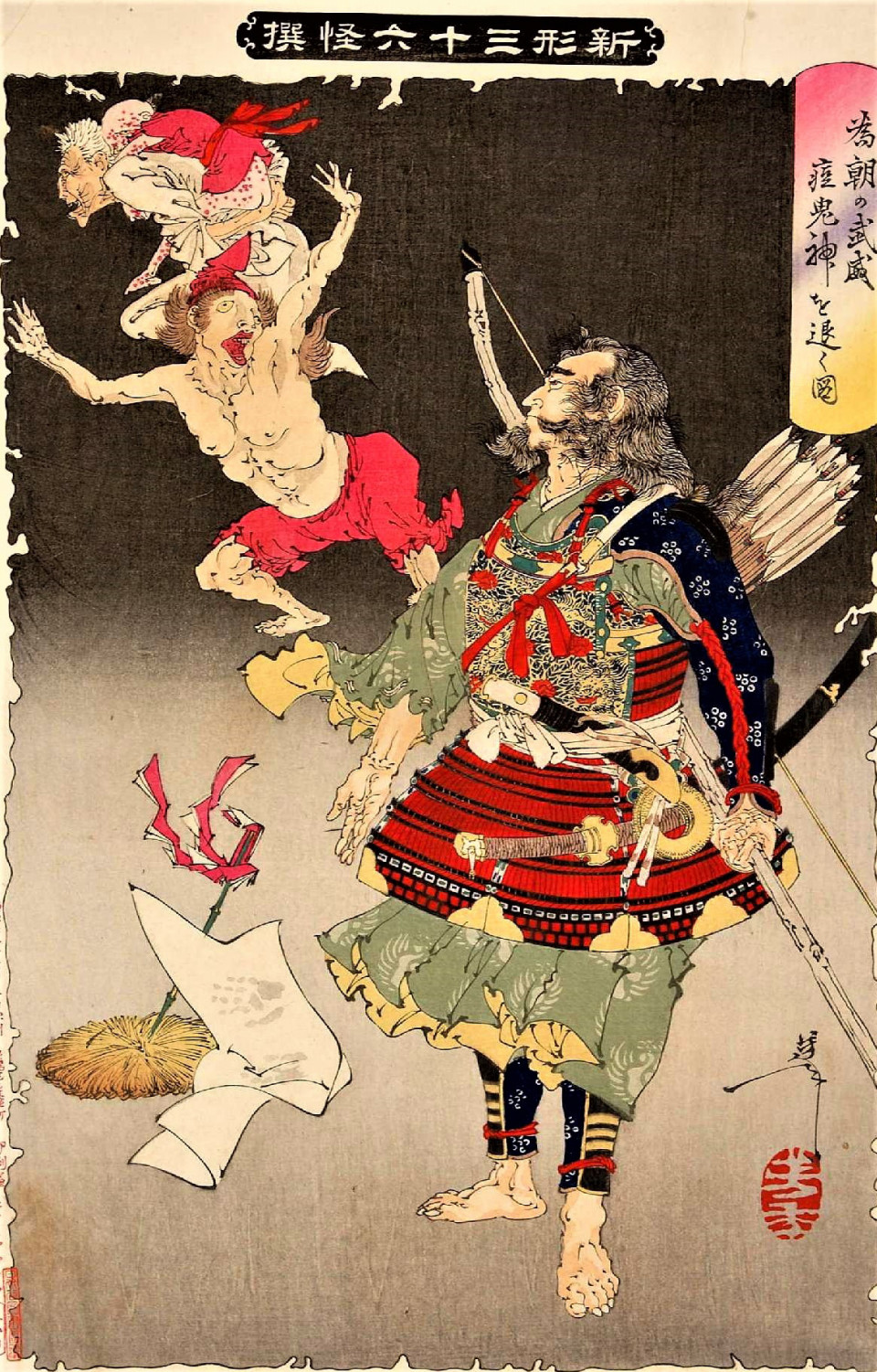
為朝の武威痘鬼神を退く図
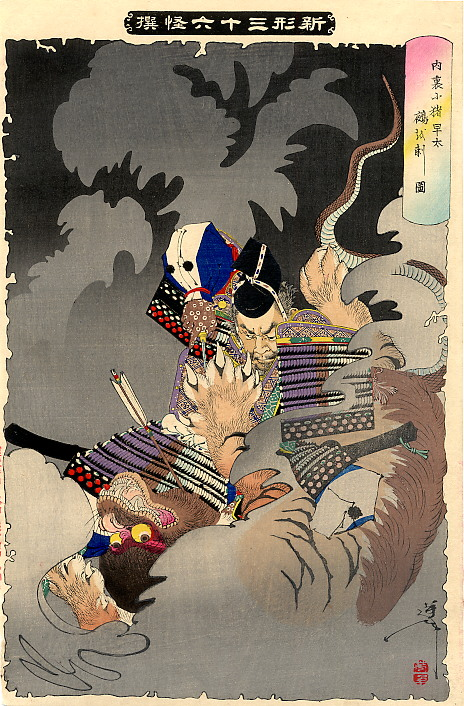
内裏に猪早太鵺を刺図
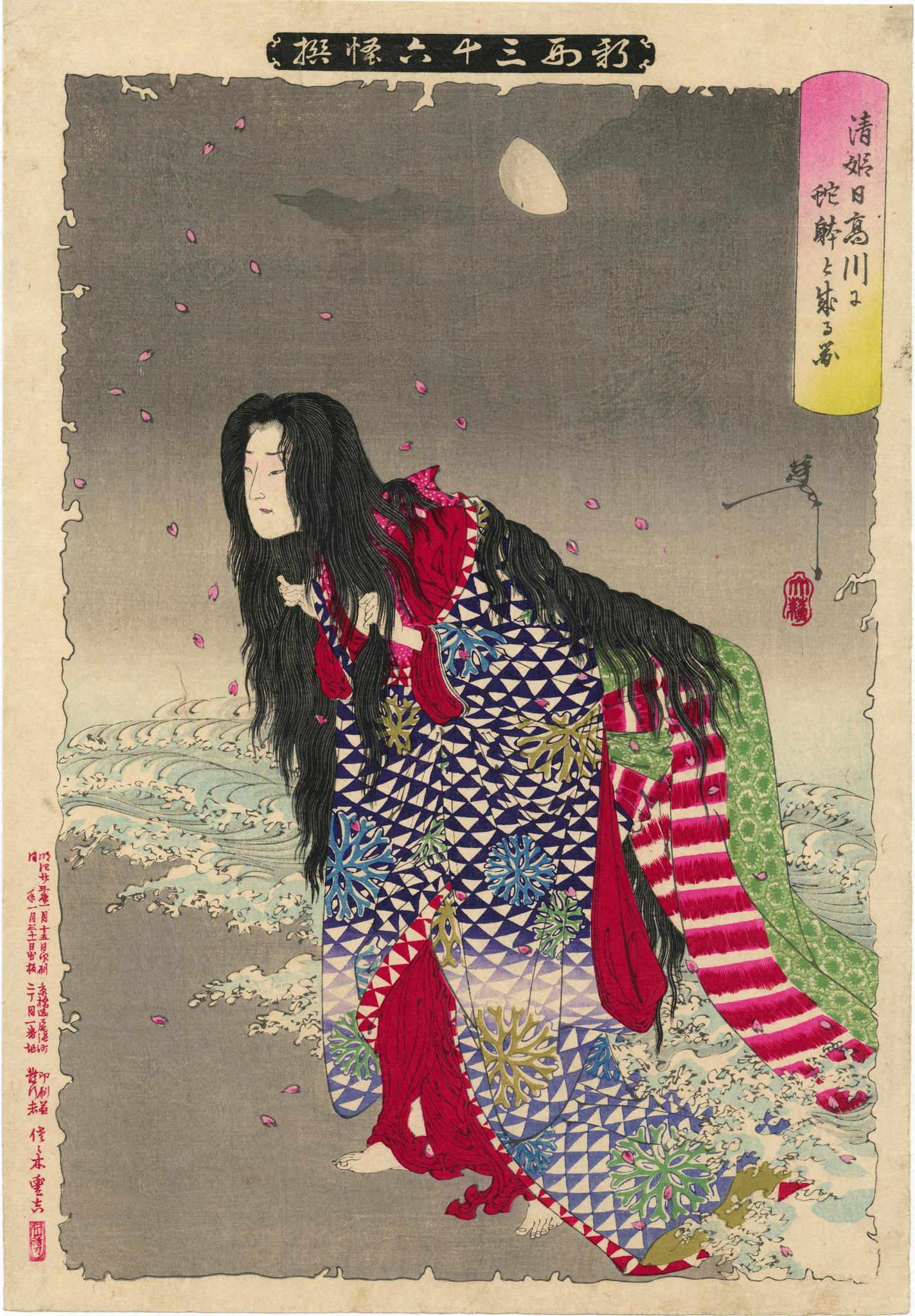
清姫日高川に蛇躰と成るの図
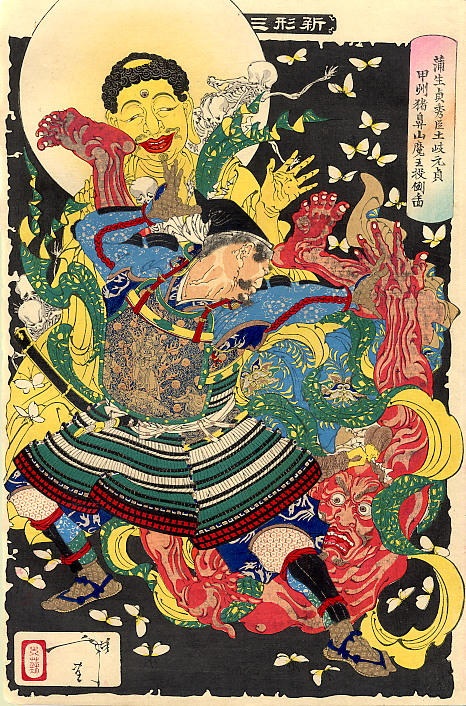
蒲生貞秀臣土岐元貞甲州猪鼻山魔王投倒ノ図
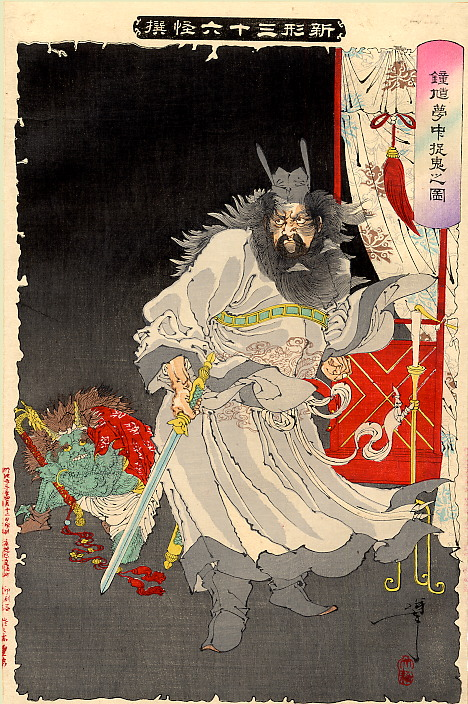
鍾馗夢中に捉鬼之図
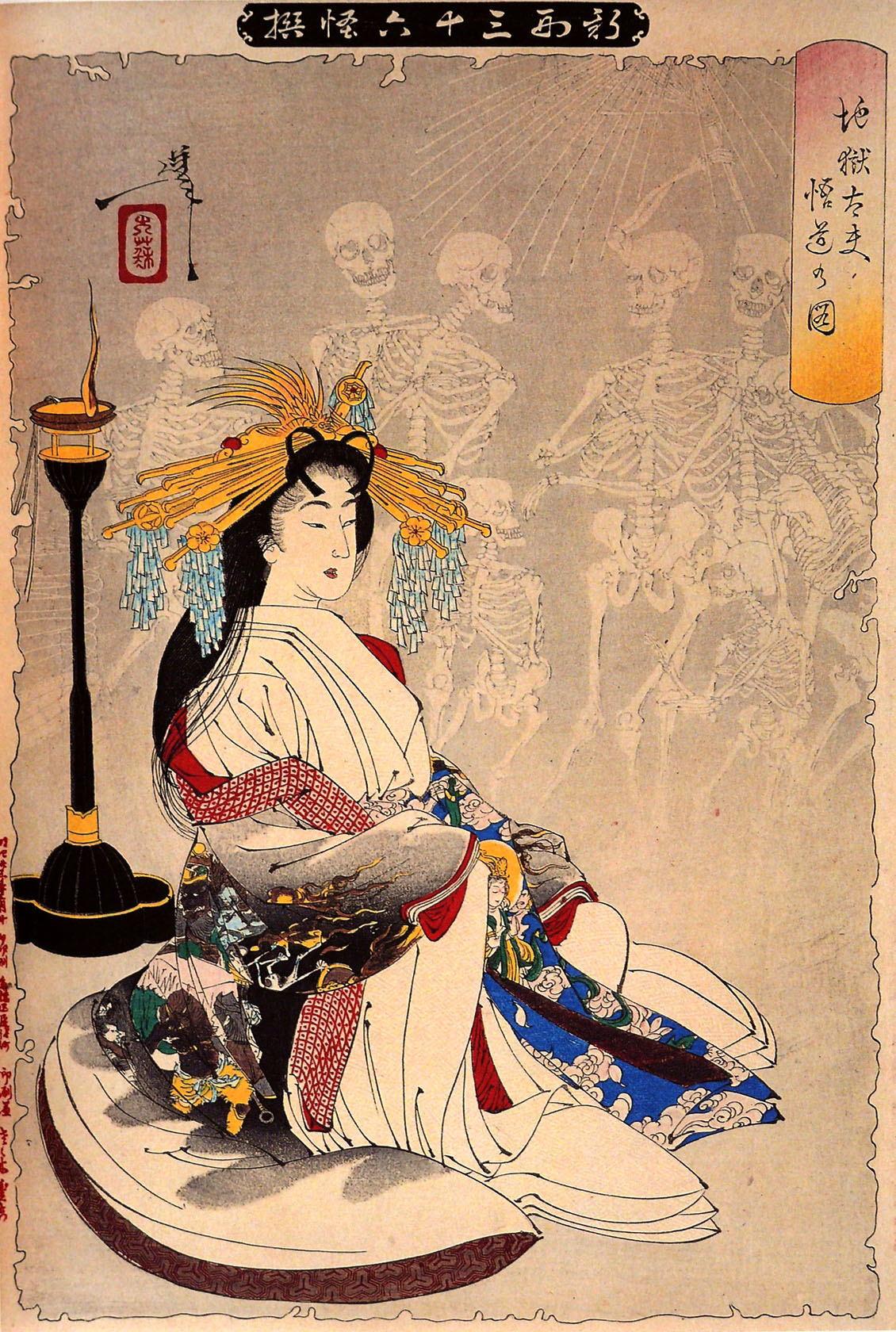
地獄太夫悟道の図
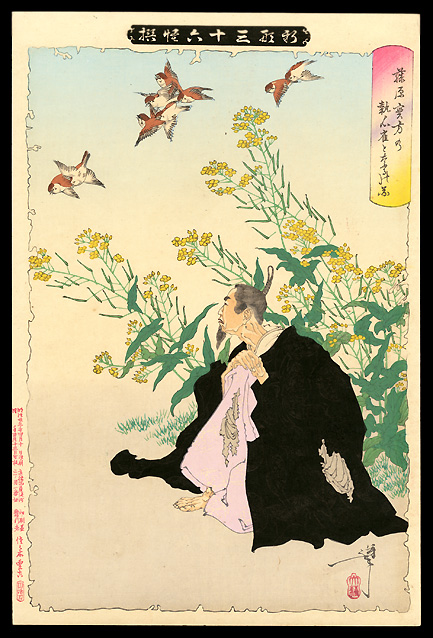
藤原実方の執心雀となるの図
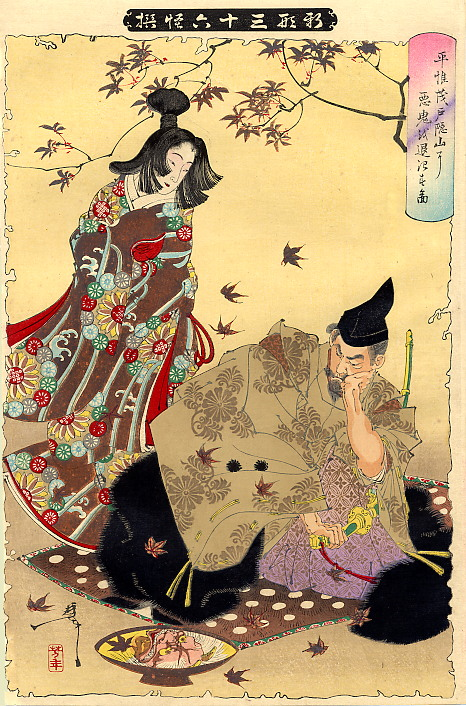
平惟茂戸隠山に悪鬼を退治す図
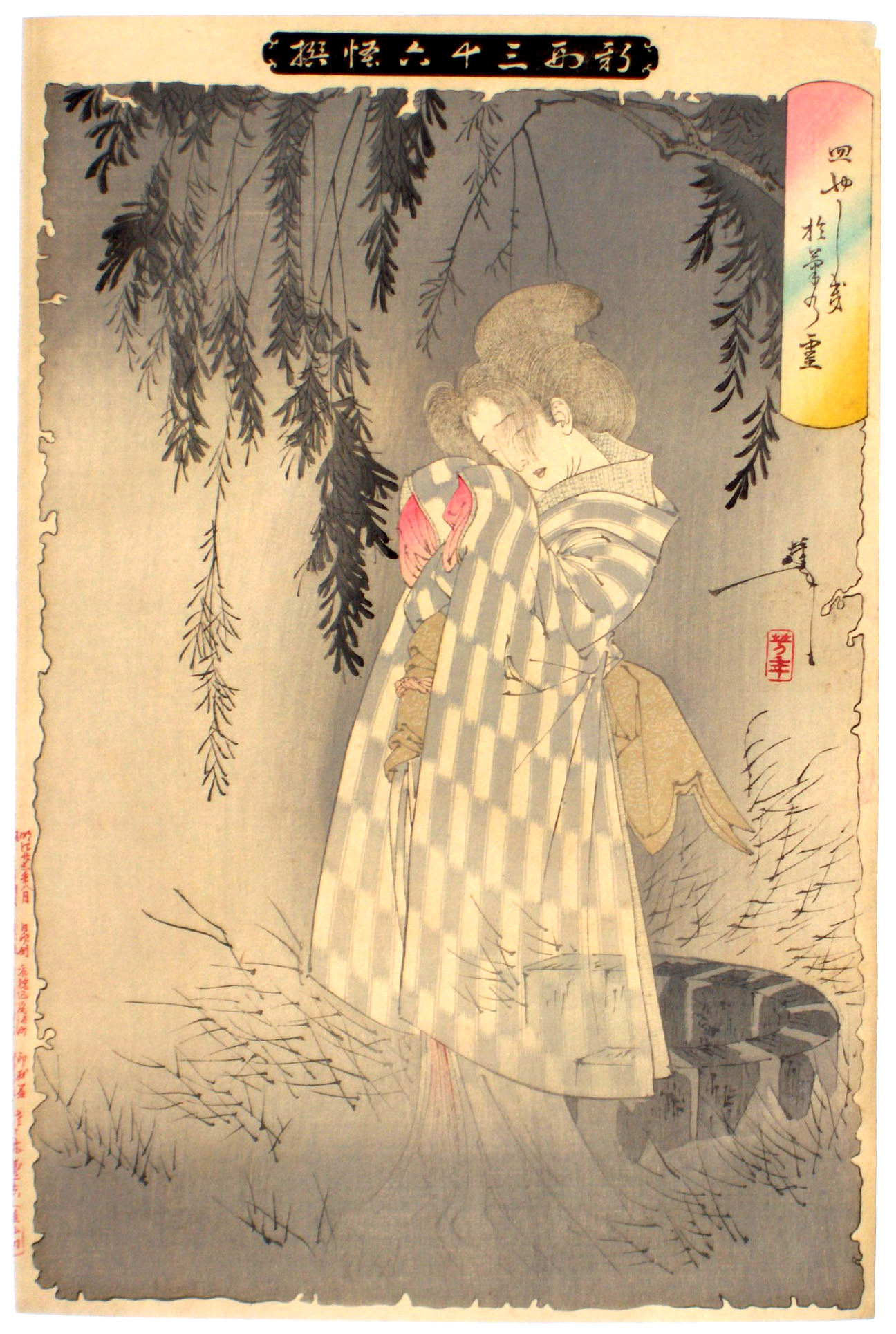
皿やしきお菊の霊／cf. 「幽霊」項にて詳説
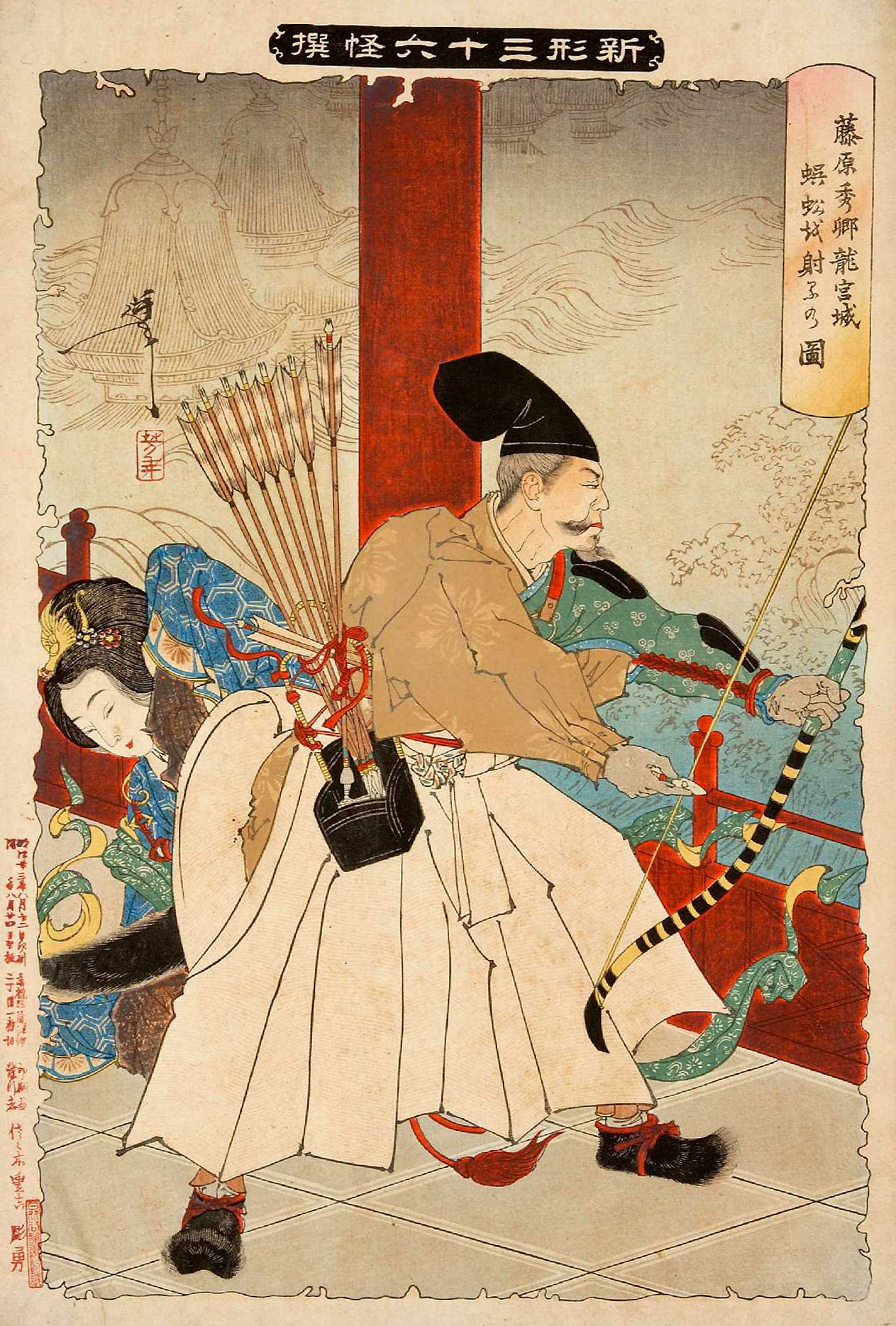
藤原秀郷龍宮城蜈蚣射るの図
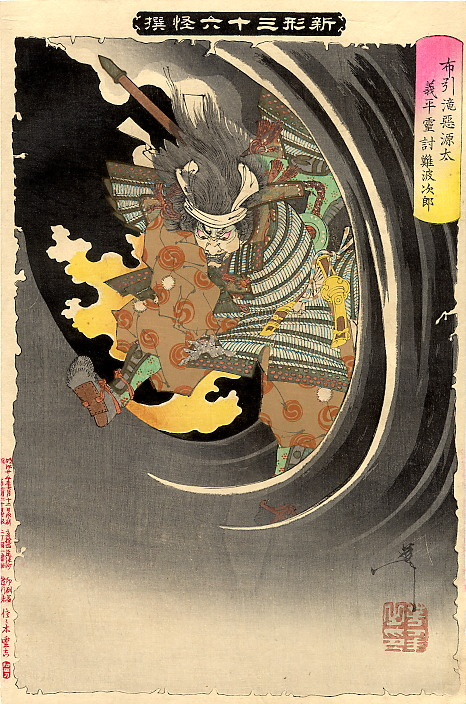
布引滝悪源太義平霊討難波次郎
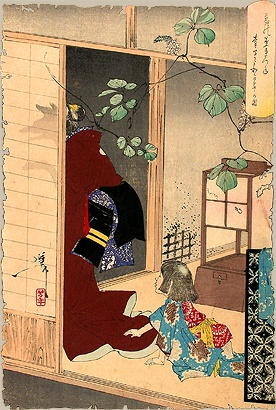
葛の葉きつね童子にわかるるの図
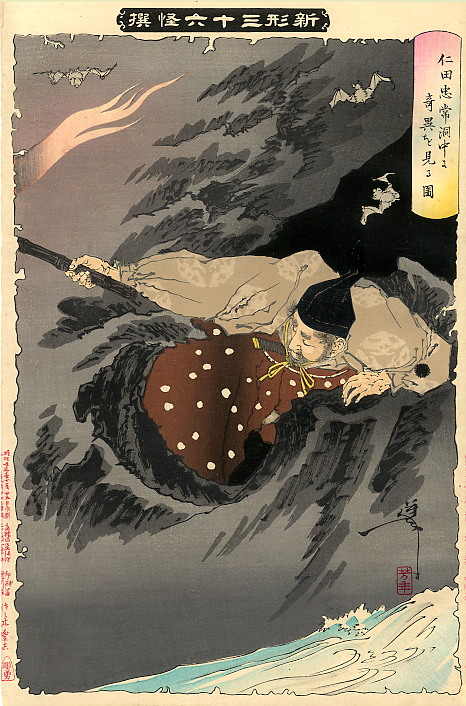
仁田忠常洞中に奇異を見る図
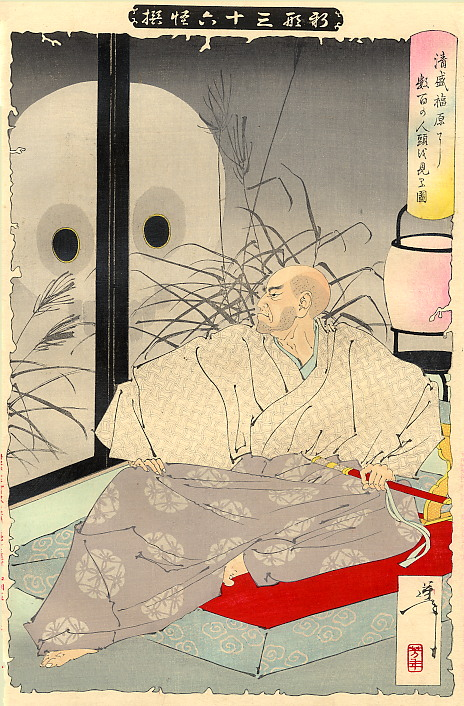
清盛福原に数百の人頭を見るの図
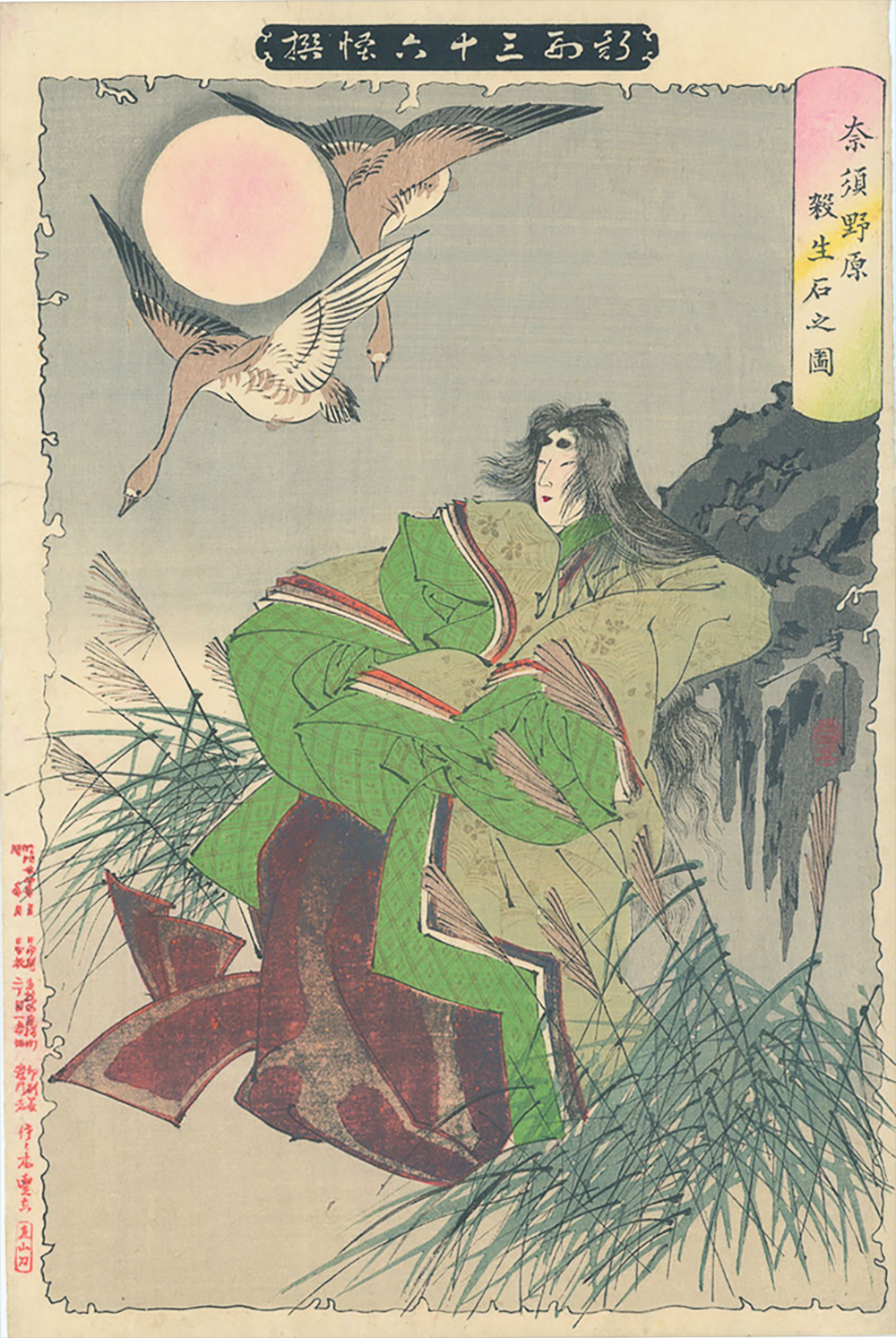
那須野原殺生石之図
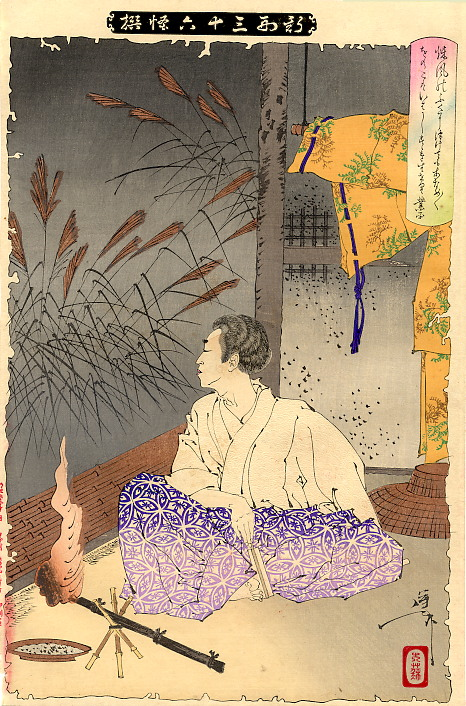
業平
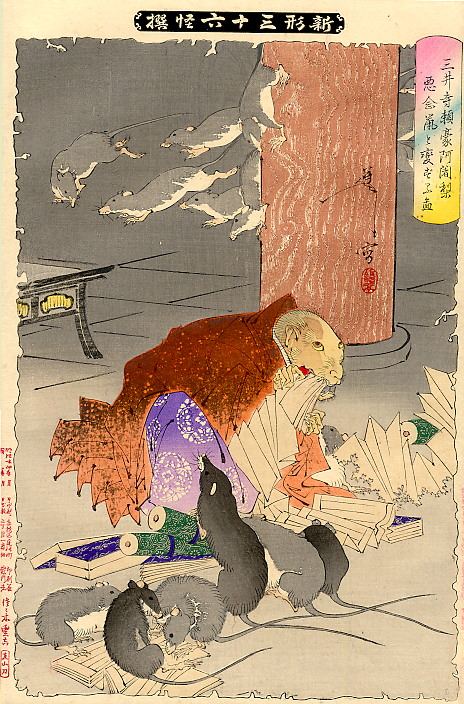
三井寺頼豪阿闍梨悪念鼠と変ずる之図
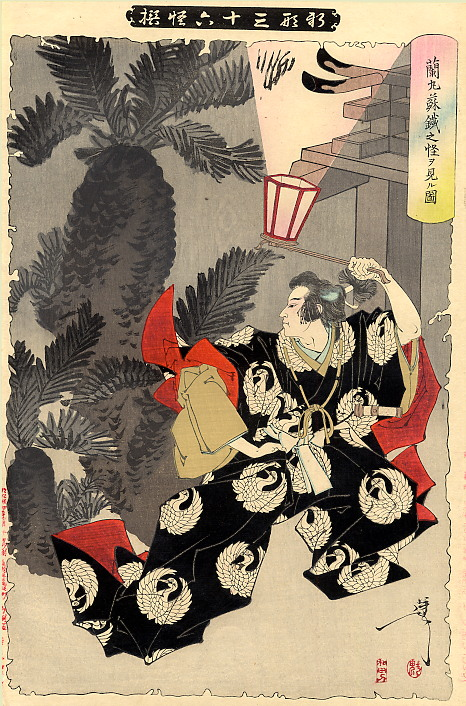
蘭丸蘇鉄之怪ヲ見ル図
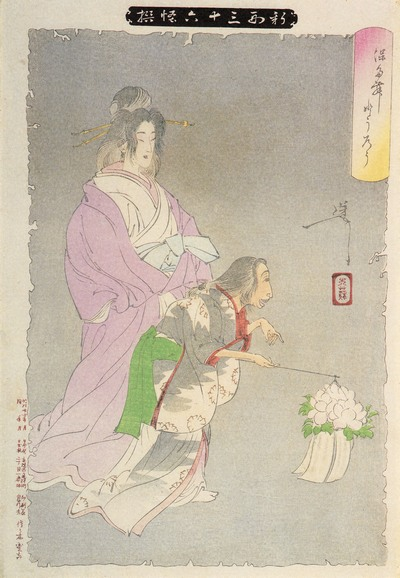
ほたむとうろう
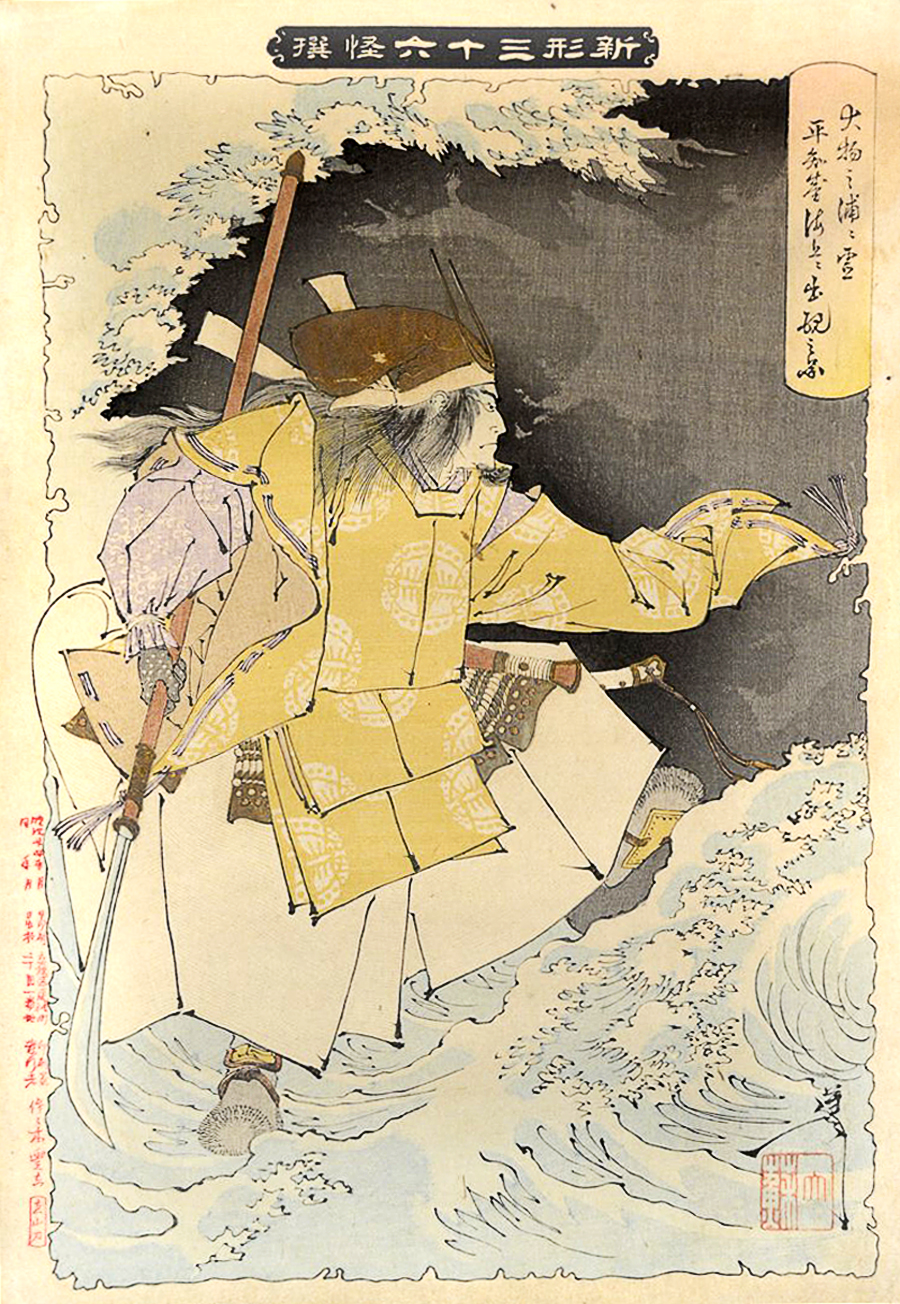
大物之浦ニ霊平知盛海上に出現之図
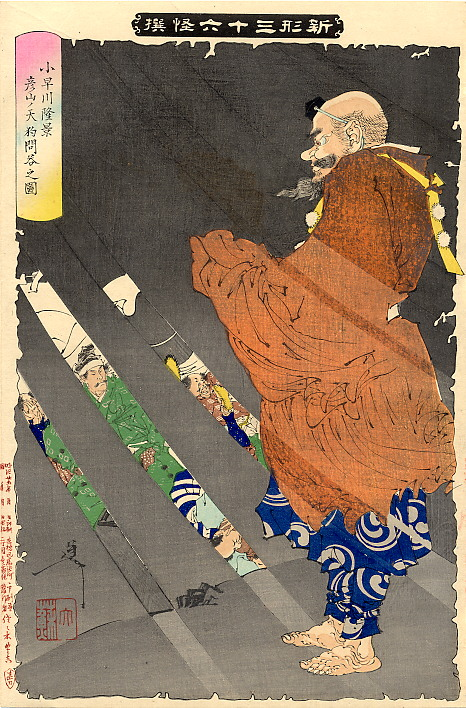
小早川隆景彦山ノ天狗問答之図
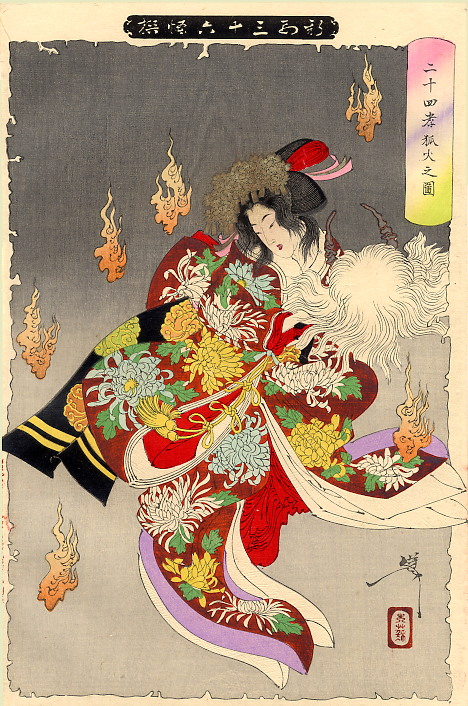
二十四孝狐火之図
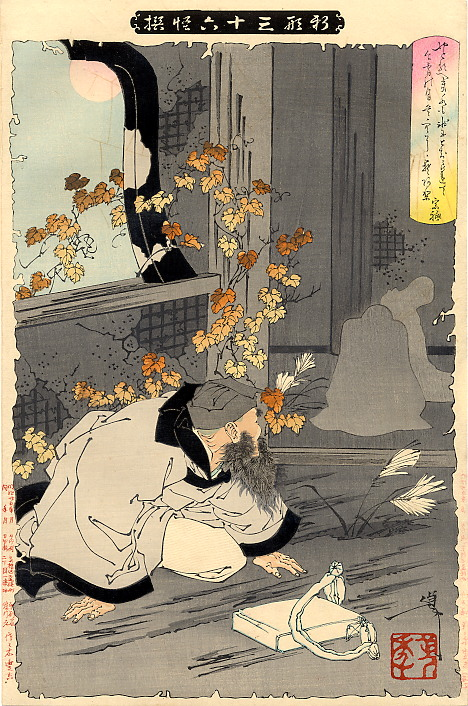
宗祇
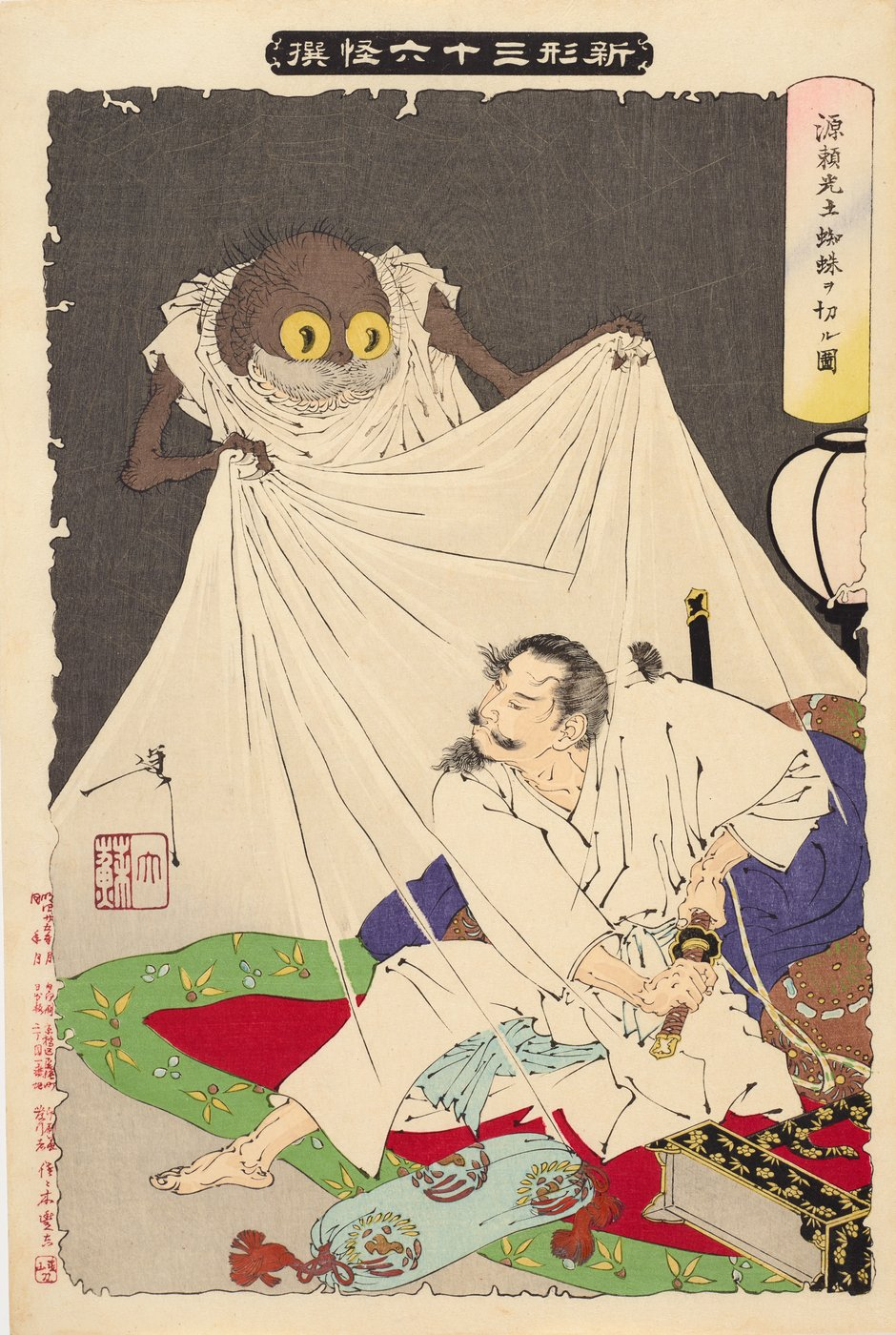
源頼光土蜘蛛ヲ切ル図
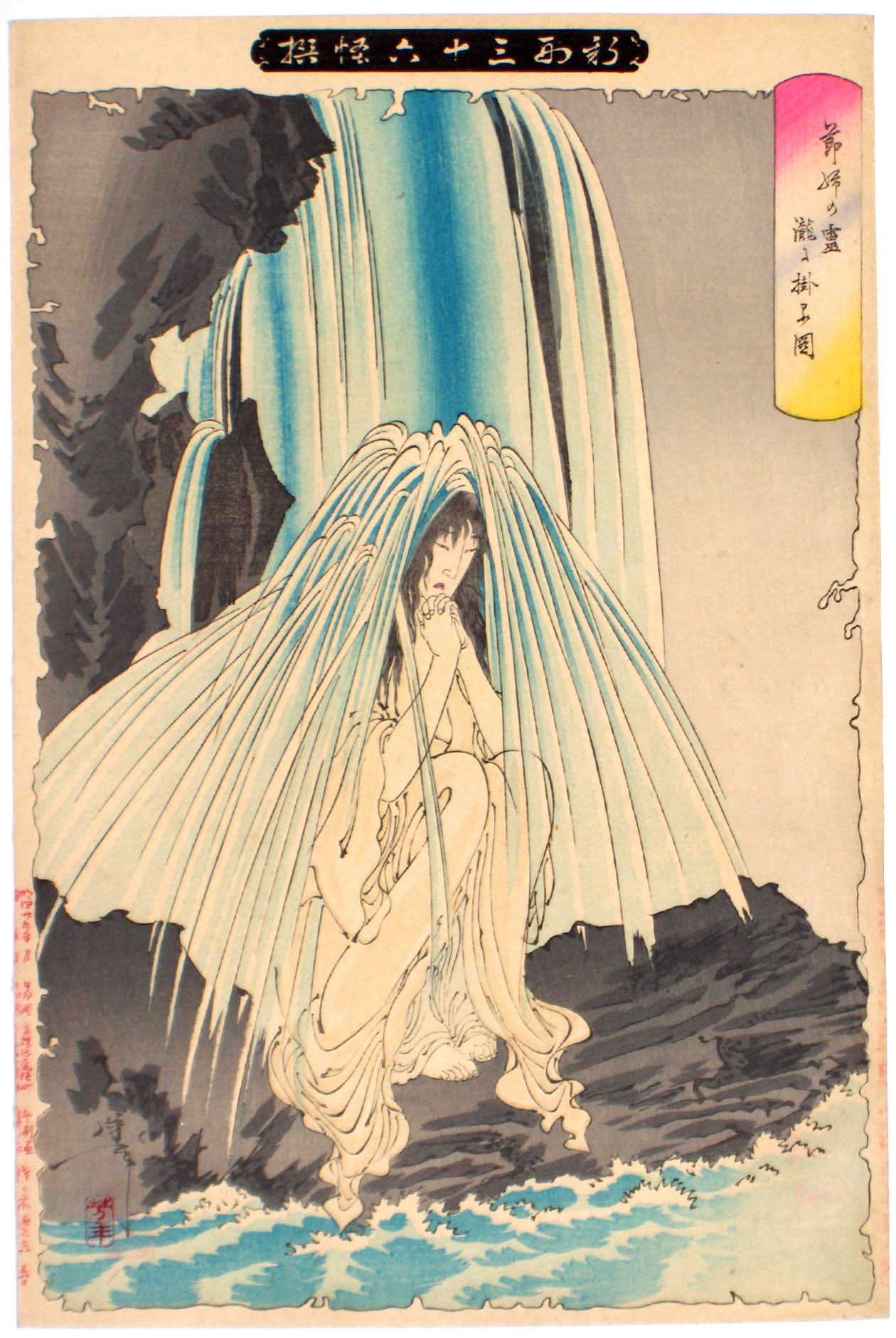
節婦の霊滝に掛る図
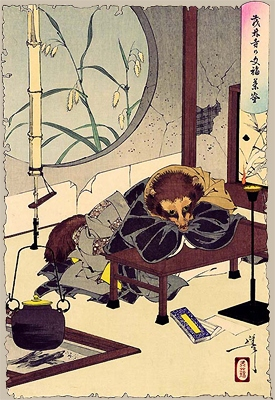
茂林寺の文福茶釜
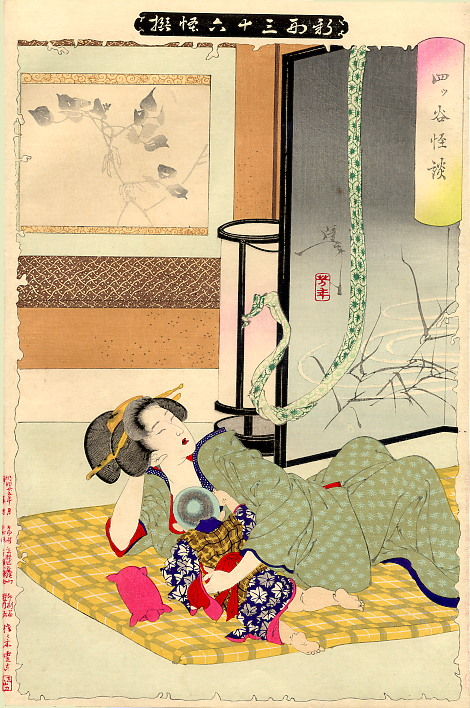
四ツ谷怪談
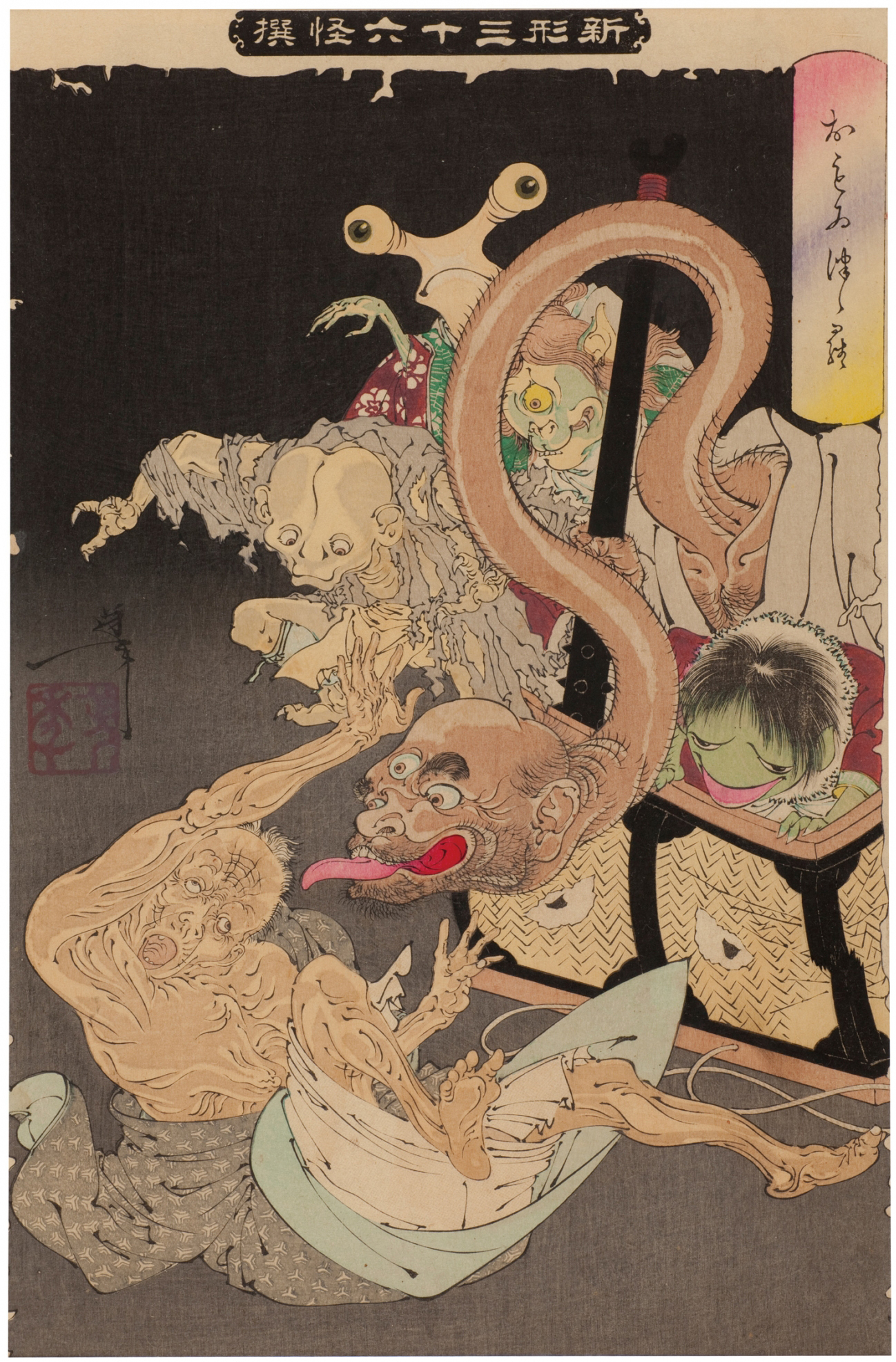
おもゐつゝら